# Maik Weichert
Maik Weichert (ur. 27 października 1977 w Weimarze) – niemiecki gitarzysta, kompozytor i autor tekstów, współzałożyciel grupy Heaven Shall Burn, doktor prawa.

## Życiorys
Urodził się 27 października 1977 w Weimarze. Dorastał w pobliskim Blankenhain, a na przełomie XX/XXI zamieszkał na stałe w Weimarze. Jego matka przyszła na świat w 1939 w Königsbergu, skąd została wysiedlona. Jego ojciec zmarł w 2008.
W 1995 w miejscowości Saalfeld/Saale założył wraz z Matthiasem Voigtem zespół muzyczny, których po dołączeniu pozostałych muzyków przybrał nazwę Heaven Shall Burn. Został autorem wszystich tekstów utworów oraz kompozytorem zdecydowanej większości muzyki grupy. Stylistycznie grupa wywiodła się z gatunków hardcore i metal, a z czasem została zaklasyfikowana w nurcie metalcore oraz melodic death metal. Ze względu na tematykę tekstów, płynący z nich przekaz, a także postawy osobiste muzyków, zespół określono mianem „zaangażowanego politycznie”. Sami muzycy grupy określili siebie ideologicznie jako lewicowi i zieloni. Jak przyznał Weichert: „Ktoś kiedyś napisał, że Heaven Shall Burn jest zespołem ‘metalcore’ bez ‘core’. My po prostu gramy metal, ale naszą postawą jest hardcore. Jesteśmy zespołem społeczno-politycznym. To jest dla nas bardzo ważne. Tak ważne jak sama muzyka”. Po latach wyznał, że z kolegami założyli zespół po to, aby ogłosić swoje polityczne poglądy. On sam pod koniec lat 90. został członkiem Socjaldemokratycznej Partia Niemiec (SPD).
Jako gitarzysta używa gitar marki Ibanez, modeli RGAIX6U-ABS, S5521Q-TAB, S5527-TKS, MWM10-AO, S5521Q-NGB. W 2015 została zaprezentowana sygnowana przez Weicherta gitara elektryczna Ibanez MWM10 Signature w limitowanej edycji. Używa wzmacniaczy Mesa Boogie.
Weichert równolegle z karierą muzyczną ukończył studia prawa na Uniwersytecie w Jenie. Łącznie studiował przez 18 semestrów. Został doktorantem na Uniwersytecie w Erfurcie (temat jego rozprawy doktorskiej: niem. „Kunstfreiheit im Verfassungsrecht der DDR” – pol. Wolność sztuki w prawie konstytucyjnym NRD). Przed 2013 obronił doktorat w zakresie prawa konstytucyjnego. W swoich studiach naukowych zajmował się historią prawa. W 2016 ukończył aplikację (niem. Referendariat, który do 2017 odbywał w Landtagu Turyngii w Erfurcie). Następnie zdał drugi egzamin państwowy. Do 2018 jego praca doktorska nie została opublikowana. Przed 2020 podjął studia w zakresie historii kultury na erfurckim uniwersytecie. W 2021 pracował przy projekcie w Ministerstwie Środowiska.
Wraz z członkami HSB wyraża poglądy polityczne, jest przeciwnikiem ruchów neonazistowskich, krytykuje także partię Alternatywa dla Niemiec w tym działacza Björna Höcke. Około 15. roku życia został wegetarianinem, a mając około 19 lat przeszedł na weganizm. Nie używa narkotyków i nie spożywa alkoholu (w drugim przypadku jako jedyny w zespole według stanu z 2018). Około 2012 otworzył w Erfurcie wegetariańsko-wegański punkt z przekąskami pod nazwą Green Republic. Wraz z zespołem HSB wspiera działalność organizacji Sea Shepherd Conservation Society, a sam osobiście przebywał na pokładzie jednego z jej okrętów. Od dzieciństwa jest sympatykiem klubu piłkarskiego FC Carl Zeiss Jena (w sezonie piłkarskim 2014/2015 nazwa Heaven Shall Burn została umieszczona na koszulkach meczowych drużyny, zaś akcja została przedłużona w sezonie 2015/2016). Weichert został felietonistą niemieckiego wydania czasopisma „Metal Hammer”. W życiu prywatnym zaangażował się w nieformalnym związku, ma syna (ur. 2017).
W 2018 zachorował i w tym czasie zastępował go podczas koncertów HSB gitarzysta Mate Bodor z grupy Alestorm. W tym asmym roku za swoją ulubioną płytę uznał IX symfonię e-moll „Z Nowego Świata”, skomponowaną przez Antonína Dvořáka w 1893.

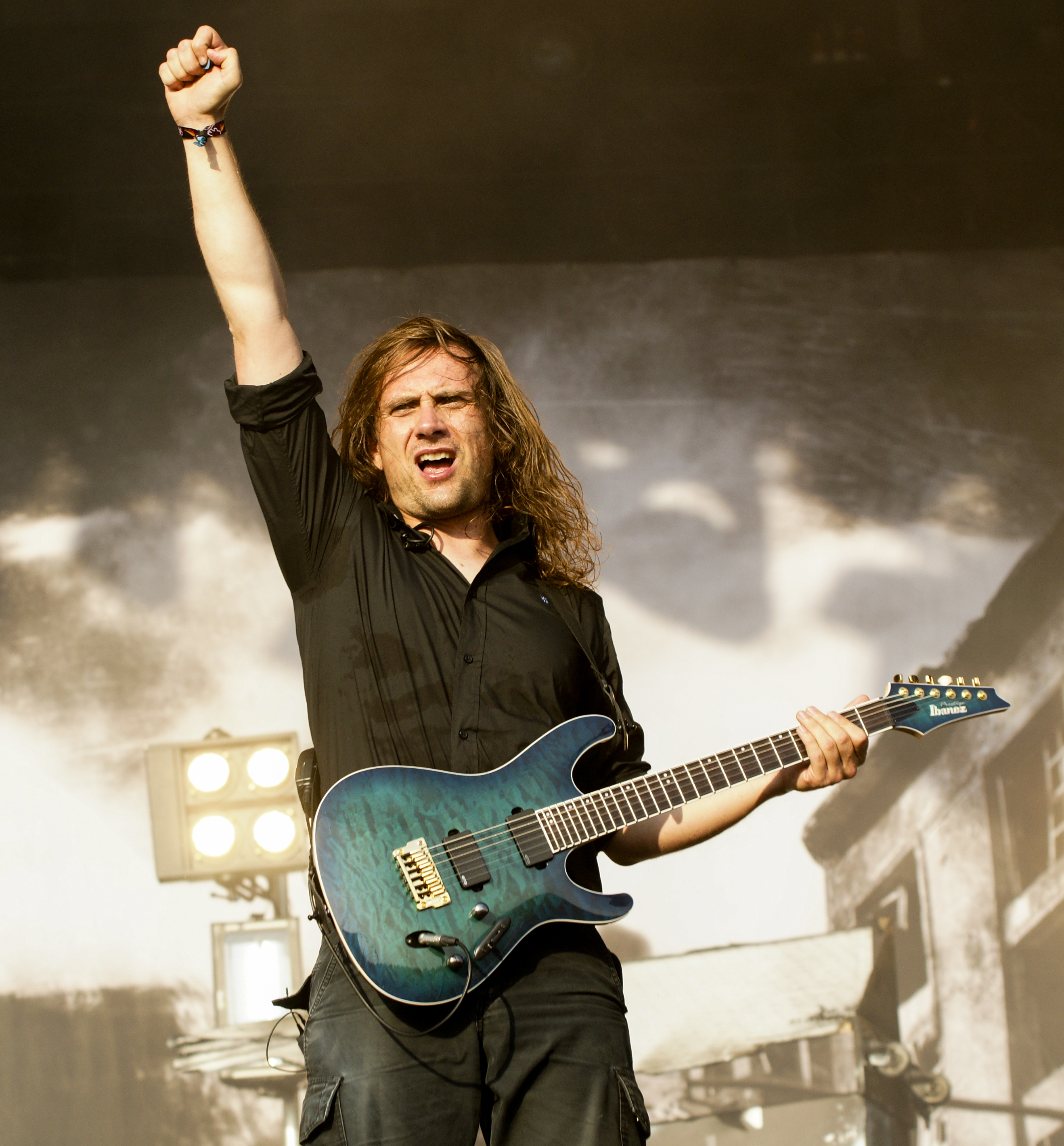
Maik Weichert (2014)

## Dyskografia
Albumy studyjne Heaven Shall Burn:
- Asunder (2000)
- Whatever It May Take (2002)
- AntiGone (2004)
- Deaf To Our Prayers (2006)
- Iconoclast (Part 1: The Final Resistance) (2008)
- Invictus (Iconoclast III) (2010)
- Veto (2013)
- Wanderer (2016)
- Of Truth & Sacrifice (2020)
- Heimat (2025)